# Woda źródlana
Woda źródlana – woda podziemna wydobywana jednym lub kilkoma otworami naturalnymi lub wierconymi, pierwotnie czysta pod względem chemicznym i mikrobiologicznym, nieróżniąca się właściwościami i składem mineralnym od wody przeznaczonej do spożycia przez ludzi.